# Prophets of Rage (album)
Prophets of Rage è il primo ed eponimo album in studio del supergruppo rap rock statunitense Prophets of Rage, pubblicato nel 2017.

## Tracce
1. Radical Eyes – 3:22
2. Unfuck the World – 4:10
3. Legalize Me – 3:35
4. Living on the 110 – 3:48
5. The Counteroffensive – 0:37
6. Hail to the Chief – 4:08
7. Take Me Higher – 3:47
8. Strength in Numbers – 3:08
9. Fired a Shot – 3:28
10. Who Owns Who – 3:28
11. Hands Up – 2:39
12. Smashit – 3:25

## Formazione
- B-Real – voce
- Chuck D – voce
- Tom Morello – chitarra
- Tim Commerford – basso, cori
- Brad Wilk – batteria
- DJ Lord – turntables, cori